# Pippi w kraju Taka-Tuka
Pippi w kraju Taka-Tuka (szw. Pippi Långstrump på de sju haven, niem. Pippi in Taka-Tuka-Land) – szwedzko-erefenowski film familijny z 1970 roku, należący do cyklu filmów o Pippi Långstrump, zainspirowanych powieściami Astrid Lindgren.
Film był też wyświetlany w Polsce pod alternatywnymi tytułami: Pippi wśród piratów oraz Pippi śpieszy na ratunek.

## Treść
Groźno piraci John Ostry Nóż i Krwawy Ole napadli na statek kapitana Efraima Pończochy, żeglującego po morzach południowych, a jego samego uwięzili w wysokiej baszcie. Kapitan Pończocha ze swojego więzienia pisał listy z prośbą o pomoc i wrzucał je w butelce do morza. Jeden z listów dotarł do Pippi, jego córki obdarzonej nadludzką siłą. Dziewczynka wraz z przyjaciółmi postanawia uwolnić ojca z niewoli.

## Obsada
- Inger Nilsson – Pippi Långstrump
- Maria Persson – Annika Zettergen[1]
- Pär Sundberg – Tommy Zettergen[1]
- Beppe Wolgers – kapitan Efraim Pończocha[1]
- Martin Ljung – John Ostry Nóż[1]
- Jarl Borssén – Krwawy Ole[1]
- Alfred Schieske – karczmarz
- Hans Lindgren –
  - karczmarz (głos),
  - kapitan piratów Oskar (głos)
- Douglas – papuga Rosalinda
- Marianne Nielsen – papuga Rosalinda (głos)
- Wolfgang Völz – kapitan piratów Oscar
- Nikolaus Schilling – Kalle
- Gösta Prüzelius – Kalle (głos)
- Tor Isedal – Pedro
- Håkan Serner – Franco
- Staffan Hallerstam – Marko
- Öllegård Wellton – pan Zettergren
- Fredrik Ohlsson – pan Zettergren
- Olle Nordemar – pirat
- Gunnar Lantz – pirat
- Carl Schwartz – pirat
- Per Bakke – pirat
- Kelvin Leonard – pirat
- Ingemar Claesson – pirat
- Olle Nyman – pirat
- Nibbe Malmqvist – pirat
- Åke Hartwig – pirat
- Thor Heyerdahl – pirat
- Arne Ragneborn – pirat

## Polska wersja
Opracowanie: Studio Opracowań Filmów w Warszawie

Reżyseria: Zofia Dybowska-Aleksandrowicz

Dialogi polskie: Halina Wodiczko-Papuzińska

Teksty piosenek: Zbigniew Stawecki

Dźwięk: Jerzy Januszewski

Montaż: Henryka Meldner

Kierownictwo produkcji: Tadeusz Simiński

Wystąpili:
- Ewa Złotowska – Pippi Långstrump

Źrodło: 